# Ai o Kou Hito
Ai o Kou Hito é um filme de drama japonês de 1998 dirigido e escrito por Hideyuki Hirayama. Foi selecionado como representante do Japão à edição do Oscar 1999, organizada pela Academia de Artes e Ciências Cinematográficas.

## Elenco
- Mieko Harada: Terue Yamaoka
- Maho Nonami: Migusa Yamaoka
- Fumiyo Kohinata
- Mami Kumagai
- Jun Kunimura: Saburo Wachi
- Naomi Nishida
- Tsuyoshi Ujiki: Takenori Wachi
- Yuji Nakamura
- Moro Morooka
- Kiichi Nakai: Fumio Chin
- Ai Koinuma: Terue Yamaoka